# Bán đảo Sõrve

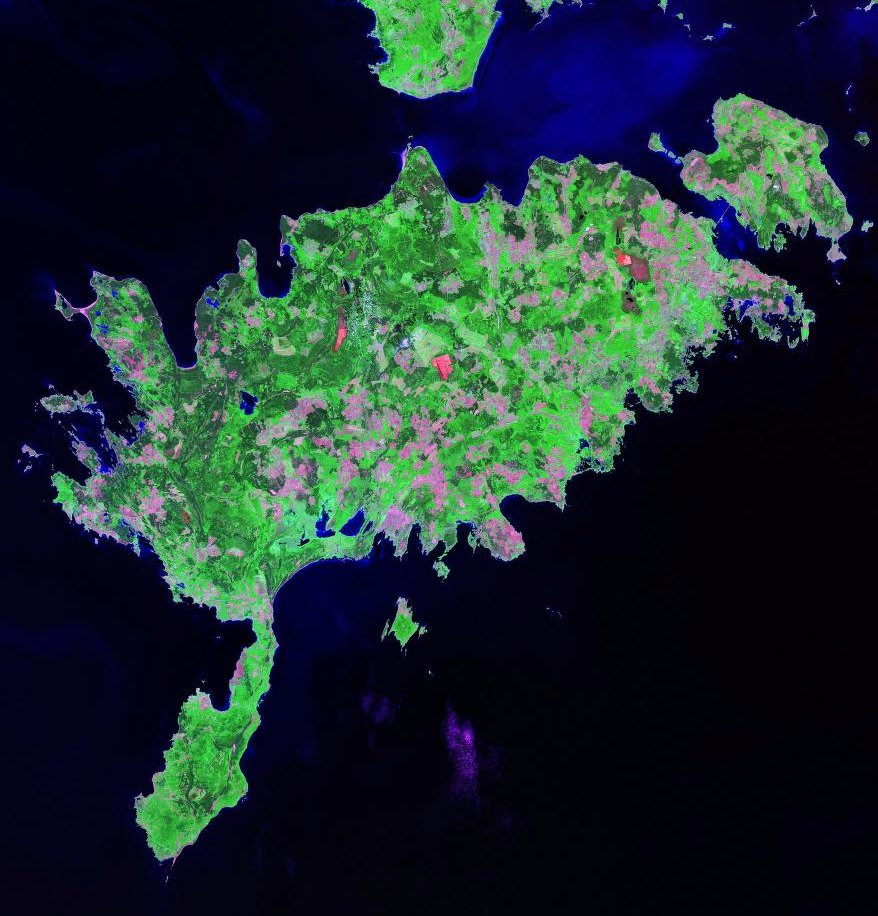
Ảnh vệ tinh Landsat của Saaremaa, với Bán đảo Sõrve ở phía nam.

Sõrve (Estonia: Sõrve poolsaar) là một bán đảo hình thành ở phần cực nam của đảo Saaremaa thuộc nước Estonia. Chiều dài của bán đảo là 32 km, và nơi rộng nhất trên bán đảo là 10 km. Phía Nam của bán đảo là eo biển Irbe, lối vào chính đến Vịnh Riga của Biển Baltic.
Trong lịch sử, bán đảo có ý nghĩa quân sự rất lớn, khống chế eo biển Irbe và các tuyến đường biển đến Riga. Trong nửa đầu của thế kỷ 20 nhiều pháo đài đã được xây dựng trên nó bởi Đế quốc Nga vào năm 1917 và sau đó bởi Liên Xô sau năm 1940. Trong Chiến tranh thế giới II, bán đảo là nơi diễn ra các cuộc giao tranh giữa các lực lượng của Liên Xô và Đức, lần đầu tiên vào năm 1941 quân Đức tấn công quân Liên Xô, và một lần nữa tại Chiến dịch đổ bộ Moonsund vào năm 1944 với vai trò đảo ngược.
Ngày nay tại các khu rừng ở bán đảo Sorve vẫn còn nhiêu vật liệu nổ như bom, mìn còn sót lại từ thời chiến tranh.
Bán đảo Sõrve còn nổi tiếng với các điểm tham quan thiên nhiên độc đáo và đặc biệt của nó. Nhiều loài chim quý hiếm, hoa và côn trùng có thể được tìm thấy trên khắp Sõrve.
Khoảng 400 người sống ở đó trong suốt cả năm, nhưng hầu hết những người đã về hưu. Trước chiến tranh, Sõrve là khu vực nông thôn sinh sống đông nhất ở Estonia.